# Bethaus Rudersdorf

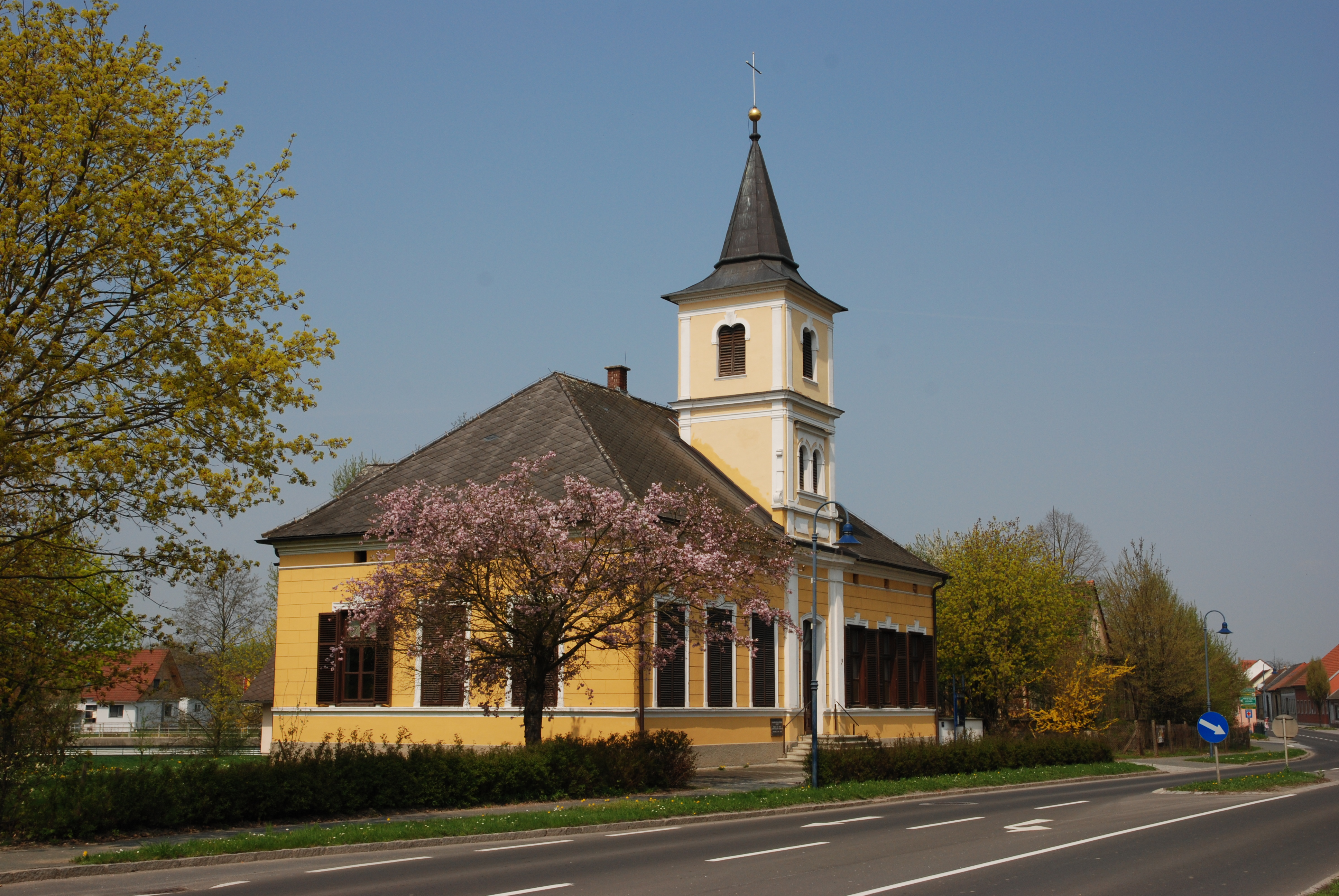
Bethaus Rudersdorf

Das Bethaus Rudersdorf ist ein evangelisches Kirchengebäude in der Marktgemeinde Rudersdorf im Bezirk Jennersdorf im Burgenland in Österreich. Als Filialkirche der Heilandskirche Fürstenfeld gehört es der Evangelischen Superintendentur A. B. Steiermark an.

## Geschichte
Seit dem josephinischen Toleranzedikt von 1781 wurde die evangelische Bevölkerung von Rudersdorf von der Kirchengemeinde Eltendorf aus betreut. 1895/96 wurde das evangelische Schulhaus durch Baumeister Lang aus St. Gotthard als rechteckiger Baublock mit Walmdach errichtet, dessen beide als Schul- und Wohntrakt dienende Hälften durch den mittig gesetzten Turm getrennt sind. 1949 wurde die Gemeinde als Filiale der Heilandskirche Fürstenfeld zugeordnet und zehn Jahre später das bisherige Schulhaus als Bethaus eingerichtet.